# Sistema de ligas de futebol da Bélgica
A Pirâmide do Futebol Belga é o sistema que organiza as divisões e regiões do Campeonato Belga de Futebol.

## Divisão da Pirâmide
| Divisão | Campeonato | Campeonato | Campeonato | Campeonato | Campeonato | Campeonato | Campeonato | Campeonato | Campeonato | Campeonato | Campeonato | Campeonato |
| 1       | Jupiler Pro League 16 clubes | Jupiler Pro League 16 clubes | Jupiler Pro League 16 clubes | Jupiler Pro League 16 clubes | Jupiler Pro League 16 clubes | Jupiler Pro League 16 clubes | Jupiler Pro League 16 clubes | Jupiler Pro League 16 clubes | Jupiler Pro League 16 clubes | Jupiler Pro League 16 clubes | Jupiler Pro League 16 clubes | Jupiler Pro League 16 clubes |
| 2       | Exqi League 18 clubes | Exqi League 18 clubes | Exqi League 18 clubes | Exqi League 18 clubes | Exqi League 18 clubes | Exqi League 18 clubes | Exqi League 18 clubes | Exqi League 18 clubes | Exqi League 18 clubes | Exqi League 18 clubes | Exqi League 18 clubes | Exqi League 18 clubes |
| 3       | Terceira Divisão A (Nationwide League) 18 clubes | Terceira Divisão A (Nationwide League) 18 clubes | Terceira Divisão A (Nationwide League) 18 clubes | Terceira Divisão A (Nationwide League) 18 clubes | Terceira Divisão A (Nationwide League) 18 clubes | Terceira Divisão A (Nationwide League) 18 clubes | Terceira Divisão B (Nationwide League) 18 clubes | Terceira Divisão B (Nationwide League) 18 clubes | Terceira Divisão B (Nationwide League) 18 clubes | Terceira Divisão B (Nationwide League) 18 clubes | Terceira Divisão B (Nationwide League) 18 clubes | Terceira Divisão B (Nationwide League) 18 clubes |
| 4       | Promoção Belga A (Nationwide League) 16 clubes | Promoção Belga A (Nationwide League) 16 clubes | Promoção Belga A (Nationwide League) 16 clubes | Promoção Belga B (Nationwide League) 16 clubes | Promoção Belga B (Nationwide League) 16 clubes | Promoção Belga B (Nationwide League) 16 clubes | Promoção Belga C (Nationwide League) 16 clubes | Promoção Belga C (Nationwide League) 16 clubes | Promoção Belga C (Nationwide League) 16 clubes | Promoção Belga D (Nationwide League) 16 clubes | Promoção Belga D (Nationwide League) 16 clubes | Promoção Belga D (Nationwide League) 16 clubes |
| 5       | Flandres Ocidental 1 Provinciaal 16 clubes Flandres Oriental 1 Provinciaal 16 clubes Antuérpia Eerste Provinciale 16 clubes Limburgo Eerste Provinciale 16 clubes Brabante Eerste Provinciale 16 clubes Hainaut 1 Provinciale 16 clubes Namur 1 Provinciale 16 clubes Luxemburgo 1 Provinciale 16 clubes Liège I Provinciale 16 clubes (Todas as divisões provinciais da Bélgica são jogadas simultaneamente)                                                                                | Flandres Ocidental 1 Provinciaal 16 clubes Flandres Oriental 1 Provinciaal 16 clubes Antuérpia Eerste Provinciale 16 clubes Limburgo Eerste Provinciale 16 clubes Brabante Eerste Provinciale 16 clubes Hainaut 1 Provinciale 16 clubes Namur 1 Provinciale 16 clubes Luxemburgo 1 Provinciale 16 clubes Liège I Provinciale 16 clubes (Todas as divisões provinciais da Bélgica são jogadas simultaneamente)                                                                                | Flandres Ocidental 1 Provinciaal 16 clubes Flandres Oriental 1 Provinciaal 16 clubes Antuérpia Eerste Provinciale 16 clubes Limburgo Eerste Provinciale 16 clubes Brabante Eerste Provinciale 16 clubes Hainaut 1 Provinciale 16 clubes Namur 1 Provinciale 16 clubes Luxemburgo 1 Provinciale 16 clubes Liège I Provinciale 16 clubes (Todas as divisões provinciais da Bélgica são jogadas simultaneamente)                                                                                | Flandres Ocidental 1 Provinciaal 16 clubes Flandres Oriental 1 Provinciaal 16 clubes Antuérpia Eerste Provinciale 16 clubes Limburgo Eerste Provinciale 16 clubes Brabante Eerste Provinciale 16 clubes Hainaut 1 Provinciale 16 clubes Namur 1 Provinciale 16 clubes Luxemburgo 1 Provinciale 16 clubes Liège I Provinciale 16 clubes (Todas as divisões provinciais da Bélgica são jogadas simultaneamente)                                                                                | Flandres Ocidental 1 Provinciaal 16 clubes Flandres Oriental 1 Provinciaal 16 clubes Antuérpia Eerste Provinciale 16 clubes Limburgo Eerste Provinciale 16 clubes Brabante Eerste Provinciale 16 clubes Hainaut 1 Provinciale 16 clubes Namur 1 Provinciale 16 clubes Luxemburgo 1 Provinciale 16 clubes Liège I Provinciale 16 clubes (Todas as divisões provinciais da Bélgica são jogadas simultaneamente)                                                                                | Flandres Ocidental 1 Provinciaal 16 clubes Flandres Oriental 1 Provinciaal 16 clubes Antuérpia Eerste Provinciale 16 clubes Limburgo Eerste Provinciale 16 clubes Brabante Eerste Provinciale 16 clubes Hainaut 1 Provinciale 16 clubes Namur 1 Provinciale 16 clubes Luxemburgo 1 Provinciale 16 clubes Liège I Provinciale 16 clubes (Todas as divisões provinciais da Bélgica são jogadas simultaneamente)                                                                                | Flandres Ocidental 1 Provinciaal 16 clubes Flandres Oriental 1 Provinciaal 16 clubes Antuérpia Eerste Provinciale 16 clubes Limburgo Eerste Provinciale 16 clubes Brabante Eerste Provinciale 16 clubes Hainaut 1 Provinciale 16 clubes Namur 1 Provinciale 16 clubes Luxemburgo 1 Provinciale 16 clubes Liège I Provinciale 16 clubes (Todas as divisões provinciais da Bélgica são jogadas simultaneamente)                                                                                | Flandres Ocidental 1 Provinciaal 16 clubes Flandres Oriental 1 Provinciaal 16 clubes Antuérpia Eerste Provinciale 16 clubes Limburgo Eerste Provinciale 16 clubes Brabante Eerste Provinciale 16 clubes Hainaut 1 Provinciale 16 clubes Namur 1 Provinciale 16 clubes Luxemburgo 1 Provinciale 16 clubes Liège I Provinciale 16 clubes (Todas as divisões provinciais da Bélgica são jogadas simultaneamente)                                                                                | Flandres Ocidental 1 Provinciaal 16 clubes Flandres Oriental 1 Provinciaal 16 clubes Antuérpia Eerste Provinciale 16 clubes Limburgo Eerste Provinciale 16 clubes Brabante Eerste Provinciale 16 clubes Hainaut 1 Provinciale 16 clubes Namur 1 Provinciale 16 clubes Luxemburgo 1 Provinciale 16 clubes Liège I Provinciale 16 clubes (Todas as divisões provinciais da Bélgica são jogadas simultaneamente)                                                                                | Flandres Ocidental 1 Provinciaal 16 clubes Flandres Oriental 1 Provinciaal 16 clubes Antuérpia Eerste Provinciale 16 clubes Limburgo Eerste Provinciale 16 clubes Brabante Eerste Provinciale 16 clubes Hainaut 1 Provinciale 16 clubes Namur 1 Provinciale 16 clubes Luxemburgo 1 Provinciale 16 clubes Liège I Provinciale 16 clubes (Todas as divisões provinciais da Bélgica são jogadas simultaneamente)                                                                                | Flandres Ocidental 1 Provinciaal 16 clubes Flandres Oriental 1 Provinciaal 16 clubes Antuérpia Eerste Provinciale 16 clubes Limburgo Eerste Provinciale 16 clubes Brabante Eerste Provinciale 16 clubes Hainaut 1 Provinciale 16 clubes Namur 1 Provinciale 16 clubes Luxemburgo 1 Provinciale 16 clubes Liège I Provinciale 16 clubes (Todas as divisões provinciais da Bélgica são jogadas simultaneamente)                                                                                | Flandres Ocidental 1 Provinciaal 16 clubes Flandres Oriental 1 Provinciaal 16 clubes Antuérpia Eerste Provinciale 16 clubes Limburgo Eerste Provinciale 16 clubes Brabante Eerste Provinciale 16 clubes Hainaut 1 Provinciale 16 clubes Namur 1 Provinciale 16 clubes Luxemburgo 1 Provinciale 16 clubes Liège I Provinciale 16 clubes (Todas as divisões provinciais da Bélgica são jogadas simultaneamente)                                                                                |
| 6       | Flandres Ocidental 2 Provinciaal (2 divisões paralelas) Flandres Oriental 2 Provinciaal (3 divisões paralelas) Antuérpia Tweede Provinciale (2 divisões paralelas) Limburgo Tweede Provinciale (3 divisões paralelas) Brabante Tweede Provinciale (3 divisões paralelas) Hainaut 2 Provinciale (3 divisões paralelas) Namur 2 Provinciale (2 divisões paralelas) Luxemburgo 2 Provinciale (3 divisões paralelas) Liège II Provinciale (3 divisões paralelas)                                 | Flandres Ocidental 2 Provinciaal (2 divisões paralelas) Flandres Oriental 2 Provinciaal (3 divisões paralelas) Antuérpia Tweede Provinciale (2 divisões paralelas) Limburgo Tweede Provinciale (3 divisões paralelas) Brabante Tweede Provinciale (3 divisões paralelas) Hainaut 2 Provinciale (3 divisões paralelas) Namur 2 Provinciale (2 divisões paralelas) Luxemburgo 2 Provinciale (3 divisões paralelas) Liège II Provinciale (3 divisões paralelas)                                 | Flandres Ocidental 2 Provinciaal (2 divisões paralelas) Flandres Oriental 2 Provinciaal (3 divisões paralelas) Antuérpia Tweede Provinciale (2 divisões paralelas) Limburgo Tweede Provinciale (3 divisões paralelas) Brabante Tweede Provinciale (3 divisões paralelas) Hainaut 2 Provinciale (3 divisões paralelas) Namur 2 Provinciale (2 divisões paralelas) Luxemburgo 2 Provinciale (3 divisões paralelas) Liège II Provinciale (3 divisões paralelas)                                 | Flandres Ocidental 2 Provinciaal (2 divisões paralelas) Flandres Oriental 2 Provinciaal (3 divisões paralelas) Antuérpia Tweede Provinciale (2 divisões paralelas) Limburgo Tweede Provinciale (3 divisões paralelas) Brabante Tweede Provinciale (3 divisões paralelas) Hainaut 2 Provinciale (3 divisões paralelas) Namur 2 Provinciale (2 divisões paralelas) Luxemburgo 2 Provinciale (3 divisões paralelas) Liège II Provinciale (3 divisões paralelas)                                 | Flandres Ocidental 2 Provinciaal (2 divisões paralelas) Flandres Oriental 2 Provinciaal (3 divisões paralelas) Antuérpia Tweede Provinciale (2 divisões paralelas) Limburgo Tweede Provinciale (3 divisões paralelas) Brabante Tweede Provinciale (3 divisões paralelas) Hainaut 2 Provinciale (3 divisões paralelas) Namur 2 Provinciale (2 divisões paralelas) Luxemburgo 2 Provinciale (3 divisões paralelas) Liège II Provinciale (3 divisões paralelas)                                 | Flandres Ocidental 2 Provinciaal (2 divisões paralelas) Flandres Oriental 2 Provinciaal (3 divisões paralelas) Antuérpia Tweede Provinciale (2 divisões paralelas) Limburgo Tweede Provinciale (3 divisões paralelas) Brabante Tweede Provinciale (3 divisões paralelas) Hainaut 2 Provinciale (3 divisões paralelas) Namur 2 Provinciale (2 divisões paralelas) Luxemburgo 2 Provinciale (3 divisões paralelas) Liège II Provinciale (3 divisões paralelas)                                 | Flandres Ocidental 2 Provinciaal (2 divisões paralelas) Flandres Oriental 2 Provinciaal (3 divisões paralelas) Antuérpia Tweede Provinciale (2 divisões paralelas) Limburgo Tweede Provinciale (3 divisões paralelas) Brabante Tweede Provinciale (3 divisões paralelas) Hainaut 2 Provinciale (3 divisões paralelas) Namur 2 Provinciale (2 divisões paralelas) Luxemburgo 2 Provinciale (3 divisões paralelas) Liège II Provinciale (3 divisões paralelas)                                 | Flandres Ocidental 2 Provinciaal (2 divisões paralelas) Flandres Oriental 2 Provinciaal (3 divisões paralelas) Antuérpia Tweede Provinciale (2 divisões paralelas) Limburgo Tweede Provinciale (3 divisões paralelas) Brabante Tweede Provinciale (3 divisões paralelas) Hainaut 2 Provinciale (3 divisões paralelas) Namur 2 Provinciale (2 divisões paralelas) Luxemburgo 2 Provinciale (3 divisões paralelas) Liège II Provinciale (3 divisões paralelas)                                 | Flandres Ocidental 2 Provinciaal (2 divisões paralelas) Flandres Oriental 2 Provinciaal (3 divisões paralelas) Antuérpia Tweede Provinciale (2 divisões paralelas) Limburgo Tweede Provinciale (3 divisões paralelas) Brabante Tweede Provinciale (3 divisões paralelas) Hainaut 2 Provinciale (3 divisões paralelas) Namur 2 Provinciale (2 divisões paralelas) Luxemburgo 2 Provinciale (3 divisões paralelas) Liège II Provinciale (3 divisões paralelas)                                 | Flandres Ocidental 2 Provinciaal (2 divisões paralelas) Flandres Oriental 2 Provinciaal (3 divisões paralelas) Antuérpia Tweede Provinciale (2 divisões paralelas) Limburgo Tweede Provinciale (3 divisões paralelas) Brabante Tweede Provinciale (3 divisões paralelas) Hainaut 2 Provinciale (3 divisões paralelas) Namur 2 Provinciale (2 divisões paralelas) Luxemburgo 2 Provinciale (3 divisões paralelas) Liège II Provinciale (3 divisões paralelas)                                 | Flandres Ocidental 2 Provinciaal (2 divisões paralelas) Flandres Oriental 2 Provinciaal (3 divisões paralelas) Antuérpia Tweede Provinciale (2 divisões paralelas) Limburgo Tweede Provinciale (3 divisões paralelas) Brabante Tweede Provinciale (3 divisões paralelas) Hainaut 2 Provinciale (3 divisões paralelas) Namur 2 Provinciale (2 divisões paralelas) Luxemburgo 2 Provinciale (3 divisões paralelas) Liège II Provinciale (3 divisões paralelas)                                 | Flandres Ocidental 2 Provinciaal (2 divisões paralelas) Flandres Oriental 2 Provinciaal (3 divisões paralelas) Antuérpia Tweede Provinciale (2 divisões paralelas) Limburgo Tweede Provinciale (3 divisões paralelas) Brabante Tweede Provinciale (3 divisões paralelas) Hainaut 2 Provinciale (3 divisões paralelas) Namur 2 Provinciale (2 divisões paralelas) Luxemburgo 2 Provinciale (3 divisões paralelas) Liège II Provinciale (3 divisões paralelas)                                 |
| 7       | Flandres Ocidental 3 Provinciaal (3 divisões paralelas) Flandres Oriental 3 Provinciaal (5 divisões paralelas) Antuérpia Derde Provinciale (4 divisões paralelas) Limburgo Derde Provinciale (4 divisões paralelas) Brabante Derde Provinciale (6 divisões paralelas) Hainaut 3 Provinciale (5 divisões paralelas) Namur 3 Provinciale (3 divisões paralelas) Luxemburgo 3 Provinciale (5 divisões paralelas) (mais baixo apenas em Luxemburgo) Liège III Provinciale (5 divisões paralelas) | Flandres Ocidental 3 Provinciaal (3 divisões paralelas) Flandres Oriental 3 Provinciaal (5 divisões paralelas) Antuérpia Derde Provinciale (4 divisões paralelas) Limburgo Derde Provinciale (4 divisões paralelas) Brabante Derde Provinciale (6 divisões paralelas) Hainaut 3 Provinciale (5 divisões paralelas) Namur 3 Provinciale (3 divisões paralelas) Luxemburgo 3 Provinciale (5 divisões paralelas) (mais baixo apenas em Luxemburgo) Liège III Provinciale (5 divisões paralelas) | Flandres Ocidental 3 Provinciaal (3 divisões paralelas) Flandres Oriental 3 Provinciaal (5 divisões paralelas) Antuérpia Derde Provinciale (4 divisões paralelas) Limburgo Derde Provinciale (4 divisões paralelas) Brabante Derde Provinciale (6 divisões paralelas) Hainaut 3 Provinciale (5 divisões paralelas) Namur 3 Provinciale (3 divisões paralelas) Luxemburgo 3 Provinciale (5 divisões paralelas) (mais baixo apenas em Luxemburgo) Liège III Provinciale (5 divisões paralelas) | Flandres Ocidental 3 Provinciaal (3 divisões paralelas) Flandres Oriental 3 Provinciaal (5 divisões paralelas) Antuérpia Derde Provinciale (4 divisões paralelas) Limburgo Derde Provinciale (4 divisões paralelas) Brabante Derde Provinciale (6 divisões paralelas) Hainaut 3 Provinciale (5 divisões paralelas) Namur 3 Provinciale (3 divisões paralelas) Luxemburgo 3 Provinciale (5 divisões paralelas) (mais baixo apenas em Luxemburgo) Liège III Provinciale (5 divisões paralelas) | Flandres Ocidental 3 Provinciaal (3 divisões paralelas) Flandres Oriental 3 Provinciaal (5 divisões paralelas) Antuérpia Derde Provinciale (4 divisões paralelas) Limburgo Derde Provinciale (4 divisões paralelas) Brabante Derde Provinciale (6 divisões paralelas) Hainaut 3 Provinciale (5 divisões paralelas) Namur 3 Provinciale (3 divisões paralelas) Luxemburgo 3 Provinciale (5 divisões paralelas) (mais baixo apenas em Luxemburgo) Liège III Provinciale (5 divisões paralelas) | Flandres Ocidental 3 Provinciaal (3 divisões paralelas) Flandres Oriental 3 Provinciaal (5 divisões paralelas) Antuérpia Derde Provinciale (4 divisões paralelas) Limburgo Derde Provinciale (4 divisões paralelas) Brabante Derde Provinciale (6 divisões paralelas) Hainaut 3 Provinciale (5 divisões paralelas) Namur 3 Provinciale (3 divisões paralelas) Luxemburgo 3 Provinciale (5 divisões paralelas) (mais baixo apenas em Luxemburgo) Liège III Provinciale (5 divisões paralelas) | Flandres Ocidental 3 Provinciaal (3 divisões paralelas) Flandres Oriental 3 Provinciaal (5 divisões paralelas) Antuérpia Derde Provinciale (4 divisões paralelas) Limburgo Derde Provinciale (4 divisões paralelas) Brabante Derde Provinciale (6 divisões paralelas) Hainaut 3 Provinciale (5 divisões paralelas) Namur 3 Provinciale (3 divisões paralelas) Luxemburgo 3 Provinciale (5 divisões paralelas) (mais baixo apenas em Luxemburgo) Liège III Provinciale (5 divisões paralelas) | Flandres Ocidental 3 Provinciaal (3 divisões paralelas) Flandres Oriental 3 Provinciaal (5 divisões paralelas) Antuérpia Derde Provinciale (4 divisões paralelas) Limburgo Derde Provinciale (4 divisões paralelas) Brabante Derde Provinciale (6 divisões paralelas) Hainaut 3 Provinciale (5 divisões paralelas) Namur 3 Provinciale (3 divisões paralelas) Luxemburgo 3 Provinciale (5 divisões paralelas) (mais baixo apenas em Luxemburgo) Liège III Provinciale (5 divisões paralelas) | Flandres Ocidental 3 Provinciaal (3 divisões paralelas) Flandres Oriental 3 Provinciaal (5 divisões paralelas) Antuérpia Derde Provinciale (4 divisões paralelas) Limburgo Derde Provinciale (4 divisões paralelas) Brabante Derde Provinciale (6 divisões paralelas) Hainaut 3 Provinciale (5 divisões paralelas) Namur 3 Provinciale (3 divisões paralelas) Luxemburgo 3 Provinciale (5 divisões paralelas) (mais baixo apenas em Luxemburgo) Liège III Provinciale (5 divisões paralelas) | Flandres Ocidental 3 Provinciaal (3 divisões paralelas) Flandres Oriental 3 Provinciaal (5 divisões paralelas) Antuérpia Derde Provinciale (4 divisões paralelas) Limburgo Derde Provinciale (4 divisões paralelas) Brabante Derde Provinciale (6 divisões paralelas) Hainaut 3 Provinciale (5 divisões paralelas) Namur 3 Provinciale (3 divisões paralelas) Luxemburgo 3 Provinciale (5 divisões paralelas) (mais baixo apenas em Luxemburgo) Liège III Provinciale (5 divisões paralelas) | Flandres Ocidental 3 Provinciaal (3 divisões paralelas) Flandres Oriental 3 Provinciaal (5 divisões paralelas) Antuérpia Derde Provinciale (4 divisões paralelas) Limburgo Derde Provinciale (4 divisões paralelas) Brabante Derde Provinciale (6 divisões paralelas) Hainaut 3 Provinciale (5 divisões paralelas) Namur 3 Provinciale (3 divisões paralelas) Luxemburgo 3 Provinciale (5 divisões paralelas) (mais baixo apenas em Luxemburgo) Liège III Provinciale (5 divisões paralelas) | Flandres Ocidental 3 Provinciaal (3 divisões paralelas) Flandres Oriental 3 Provinciaal (5 divisões paralelas) Antuérpia Derde Provinciale (4 divisões paralelas) Limburgo Derde Provinciale (4 divisões paralelas) Brabante Derde Provinciale (6 divisões paralelas) Hainaut 3 Provinciale (5 divisões paralelas) Namur 3 Provinciale (3 divisões paralelas) Luxemburgo 3 Provinciale (5 divisões paralelas) (mais baixo apenas em Luxemburgo) Liège III Provinciale (5 divisões paralelas) |
| 8       | Flandres Ocidental 4 Provinciaal (4 divisões paralelas) Flandres Oriental 4 Provinciaal (5 divisões paralelas) Antuérpia Vierde Provinciale (5 divisões paralelas) Limburgo Vierde Provinciale (4 divisões paralelas) Brabante Vierde Provinciale (9 divisões paralelas) Hainaut 4 Provinciale (8 divisões paralelas) Namur 4 Provinciale (4 divisões paralelas) Liège IV Provinciale (6 divisões paralelas)                                                                                 | Flandres Ocidental 4 Provinciaal (4 divisões paralelas) Flandres Oriental 4 Provinciaal (5 divisões paralelas) Antuérpia Vierde Provinciale (5 divisões paralelas) Limburgo Vierde Provinciale (4 divisões paralelas) Brabante Vierde Provinciale (9 divisões paralelas) Hainaut 4 Provinciale (8 divisões paralelas) Namur 4 Provinciale (4 divisões paralelas) Liège IV Provinciale (6 divisões paralelas)                                                                                 | Flandres Ocidental 4 Provinciaal (4 divisões paralelas) Flandres Oriental 4 Provinciaal (5 divisões paralelas) Antuérpia Vierde Provinciale (5 divisões paralelas) Limburgo Vierde Provinciale (4 divisões paralelas) Brabante Vierde Provinciale (9 divisões paralelas) Hainaut 4 Provinciale (8 divisões paralelas) Namur 4 Provinciale (4 divisões paralelas) Liège IV Provinciale (6 divisões paralelas)                                                                                 | Flandres Ocidental 4 Provinciaal (4 divisões paralelas) Flandres Oriental 4 Provinciaal (5 divisões paralelas) Antuérpia Vierde Provinciale (5 divisões paralelas) Limburgo Vierde Provinciale (4 divisões paralelas) Brabante Vierde Provinciale (9 divisões paralelas) Hainaut 4 Provinciale (8 divisões paralelas) Namur 4 Provinciale (4 divisões paralelas) Liège IV Provinciale (6 divisões paralelas)                                                                                 | Flandres Ocidental 4 Provinciaal (4 divisões paralelas) Flandres Oriental 4 Provinciaal (5 divisões paralelas) Antuérpia Vierde Provinciale (5 divisões paralelas) Limburgo Vierde Provinciale (4 divisões paralelas) Brabante Vierde Provinciale (9 divisões paralelas) Hainaut 4 Provinciale (8 divisões paralelas) Namur 4 Provinciale (4 divisões paralelas) Liège IV Provinciale (6 divisões paralelas)                                                                                 | Flandres Ocidental 4 Provinciaal (4 divisões paralelas) Flandres Oriental 4 Provinciaal (5 divisões paralelas) Antuérpia Vierde Provinciale (5 divisões paralelas) Limburgo Vierde Provinciale (4 divisões paralelas) Brabante Vierde Provinciale (9 divisões paralelas) Hainaut 4 Provinciale (8 divisões paralelas) Namur 4 Provinciale (4 divisões paralelas) Liège IV Provinciale (6 divisões paralelas)                                                                                 | Flandres Ocidental 4 Provinciaal (4 divisões paralelas) Flandres Oriental 4 Provinciaal (5 divisões paralelas) Antuérpia Vierde Provinciale (5 divisões paralelas) Limburgo Vierde Provinciale (4 divisões paralelas) Brabante Vierde Provinciale (9 divisões paralelas) Hainaut 4 Provinciale (8 divisões paralelas) Namur 4 Provinciale (4 divisões paralelas) Liège IV Provinciale (6 divisões paralelas)                                                                                 | Flandres Ocidental 4 Provinciaal (4 divisões paralelas) Flandres Oriental 4 Provinciaal (5 divisões paralelas) Antuérpia Vierde Provinciale (5 divisões paralelas) Limburgo Vierde Provinciale (4 divisões paralelas) Brabante Vierde Provinciale (9 divisões paralelas) Hainaut 4 Provinciale (8 divisões paralelas) Namur 4 Provinciale (4 divisões paralelas) Liège IV Provinciale (6 divisões paralelas)                                                                                 | Flandres Ocidental 4 Provinciaal (4 divisões paralelas) Flandres Oriental 4 Provinciaal (5 divisões paralelas) Antuérpia Vierde Provinciale (5 divisões paralelas) Limburgo Vierde Provinciale (4 divisões paralelas) Brabante Vierde Provinciale (9 divisões paralelas) Hainaut 4 Provinciale (8 divisões paralelas) Namur 4 Provinciale (4 divisões paralelas) Liège IV Provinciale (6 divisões paralelas)                                                                                 | Flandres Ocidental 4 Provinciaal (4 divisões paralelas) Flandres Oriental 4 Provinciaal (5 divisões paralelas) Antuérpia Vierde Provinciale (5 divisões paralelas) Limburgo Vierde Provinciale (4 divisões paralelas) Brabante Vierde Provinciale (9 divisões paralelas) Hainaut 4 Provinciale (8 divisões paralelas) Namur 4 Provinciale (4 divisões paralelas) Liège IV Provinciale (6 divisões paralelas)                                                                                 | Flandres Ocidental 4 Provinciaal (4 divisões paralelas) Flandres Oriental 4 Provinciaal (5 divisões paralelas) Antuérpia Vierde Provinciale (5 divisões paralelas) Limburgo Vierde Provinciale (4 divisões paralelas) Brabante Vierde Provinciale (9 divisões paralelas) Hainaut 4 Provinciale (8 divisões paralelas) Namur 4 Provinciale (4 divisões paralelas) Liège IV Provinciale (6 divisões paralelas)                                                                                 | Flandres Ocidental 4 Provinciaal (4 divisões paralelas) Flandres Oriental 4 Provinciaal (5 divisões paralelas) Antuérpia Vierde Provinciale (5 divisões paralelas) Limburgo Vierde Provinciale (4 divisões paralelas) Brabante Vierde Provinciale (9 divisões paralelas) Hainaut 4 Provinciale (8 divisões paralelas) Namur 4 Provinciale (4 divisões paralelas) Liège IV Provinciale (6 divisões paralelas)                                                                                 |